# Jim Wright

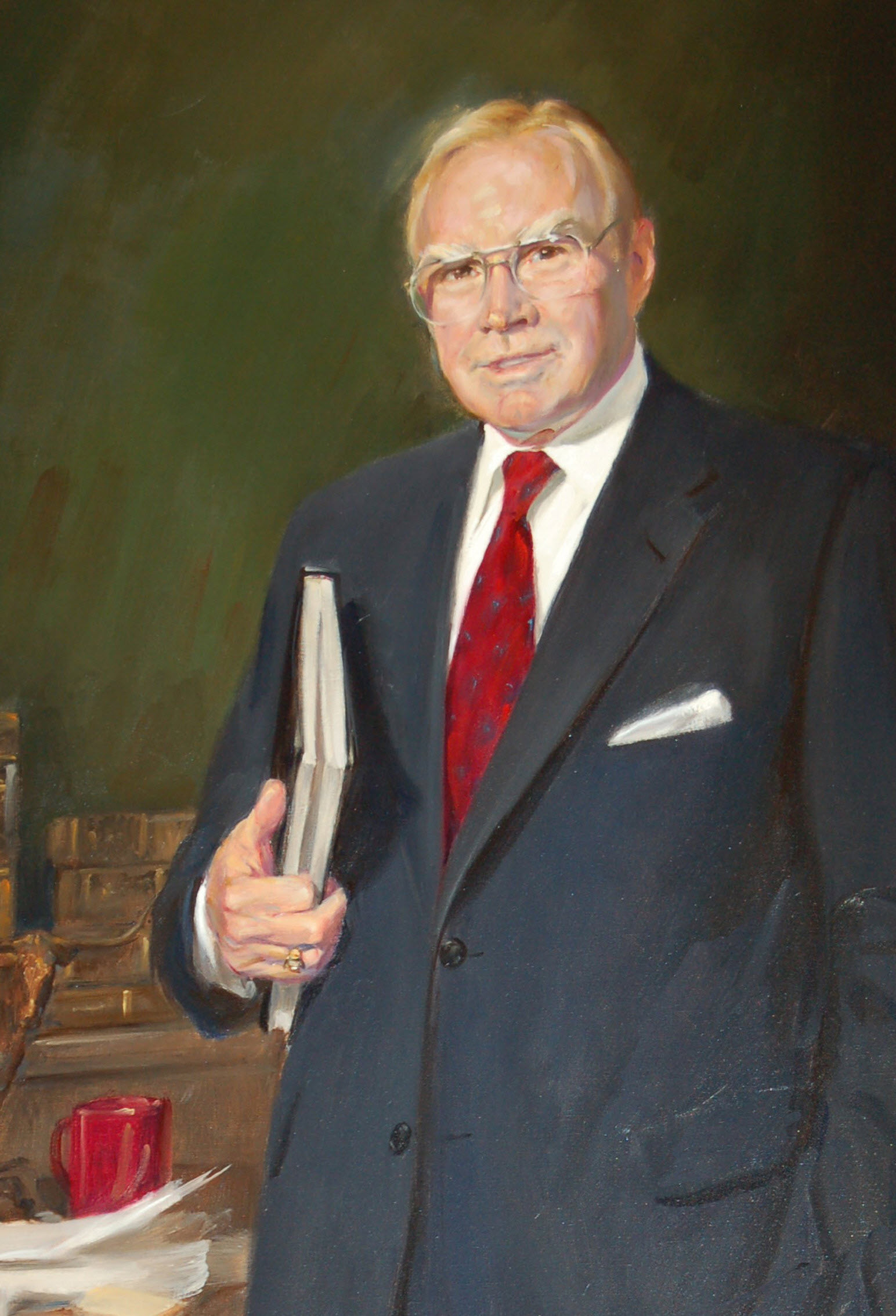
Jim Wright

James Claude „Jim“ Wright, Jr. (* 22. Dezember 1922 in Fort Worth, Texas; † 6. Mai 2015 ebenda) war ein US-amerikanischer Politiker der Demokratischen Partei und Abgeordneter im Repräsentantenhaus der Vereinigten Staaten. Von 1987 bis 1989 war er Sprecher des Repräsentantenhauses. Wright ist als Namensgeber für das Wright-Amendment bekannt, ein amerikanisches Bundesgesetz, das den kommerziellen Flugverkehr in Texas zugunsten des Flughafens Dallas/Fort Worth regulierte.

## Leben
Wright besuchte öffentliche Schulen in Fort Worth und Dallas und studierte am Weatherford College und der University of Texas at Austin. Dezember 1941 wurde er von den United States Army Air Forces angeworben und diente seit 1942 als Bombenschütze im Rang eines 2. Lieutenant. Für seinen Einsatz im Südpazifik während des Zweiten Weltkriegs wurde ihm das Distinguished Flying Cross verliehen. Seine Erinnerungen an die Kampfeinsätze hat Wright in seinem Buch The Flying Circus - 1943 - As Seen Through A Bombsight veröffentlicht.
Nach dem Krieg ließ er sich in Weatherford nieder und gründete eine Beratungsfirma für Fachausstellungen. Gleichzeitig trat er der Demokratischen Partei bei. 1946 gewann er seine erste Wahl, als er als Abgeordneter in das Repräsentantenhaus von Texas gewählt wurde. Von 1950 bis 1954 war er Bürgermeister von Weatherford.

## Politik
Wright wurde 1954 für den 12. Wahlkreis in Texas, der unter anderem Weatherford und Fort Worth umfasst, zum Repräsentantenhaus der Vereinigten Staaten gewählt. Er wurde vierzehnmal wiedergewählt. Von 1979 bis 1987 war er Mehrheitsführer (House Majority Leader) der demokratischen Fraktion im Repräsentantenhaus, 1988 war er Vorsitzender der Democratic National Convention. In seiner Amtszeit im Kongress verweigerte er die Unterzeichnung des Southern Manifesto, das sich gegen die Rassenintegration an öffentlichen Einrichtungen aussprach.
1989 untersuchte der Ethikausschuss des Repräsentantenhauses Behauptungen, Wright hätte gegen die geltenden Regeln für Schenkungen verstoßen. Der Bericht des Ausschusses kam zu dem Schluss, dass Wright infolge seines Buches Reflections of a Public Man unzulässige Vortragshonorare erhalten habe. Ebenso ging aus dem Bericht hervor, dass Wrights Frau eine Anstellung erhalten hatte, um die für Wright geltenden Regeln zu umgehen. Infolgedessen trat Wright am 31. Mai 1989 als Sprecher zurück und führte das Amt kommissarisch, bis das Repräsentantenhaus am 6. Juni Tom Foley zu seinem Nachfolger wählte. Wright gab am 30. Juni auch seinen Sitz im Repräsentantenhaus auf.
Nach seinem Rücktritt zog sich Wright aus der Politik zurück. Er lebte zuletzt in Fort Worth und lehrte an der Texas Christian University als Gastprofessor den Kurs Congress and the Presidents.

## Veröffentlichungen
- Jim Wright: Balance of Power: Presidents and Congress from the Era of McCarthy to the Age of Gingrich. Turner Publications, Atlanta, Georgia 1996, ISBN 1-57036-278-5.
- Jim Wright: Reflections of a Public Man. Madison Publishing Company, Fort Worth, Texas 1984.
- Jim Wright: The Flying Circus - 1943 - As Seen Through A Bombsight. The Lyons Press, Guilford, Connecticut 2005, ISBN 1-59228-656-9.